# Альфонс Монтекукколі

Герб Монтекукколі

Граф Альфонс Карл фон Монтекукколі (нім. Alfons Karl Graf von Montecuccoli; 29 вересня 1893, Пола — 8 травня 1952, Баден) — австро-угорський офіцер-підводник, лейтенант лінкора.

## Біографія
Представник дуже давнього знатного роду італійського походження, належав до молодшої моденської лінії Монтекукколі дельї Еррі. Старший син адмірала графа Рудольфа Монтекукколі, командувача ВМС в 1904/13 роках. Його матірю була баронеса Емілі фон Зуттнер. 
1 липня 1911 року вступив на флот. Учасник Першої світової війни. З 19 червня по 27 серпня 1918 року — командир підводного човна SM U-11, з 27 серпня по 31 жовтня 1918 року — SM U-5.

## Звання
- Морський кадет (1липня 1911)
- Морський фенріх (1 червня 1913)
- Лейтенант фрегата (1 травня 1914)
- Лейтенант лінкора (1 травня 1918)

## Нагороди
- Срібна медаль «За військові заслуги» (Австро-Угорщина) (1 січня 1917)
- Хрест «За військові заслуги» (Австро-Угорщина) 3-го класу з військовою відзнакою і мечами (1 січня 1918)
- Пам'ятна військова медаль (Австрія) з мечами
- Почесний хрест ветерана війни з мечами